# 五品江戸廻送令
五品江戸廻送令（ごひんえどかいそうれい）は、江戸幕府が1860年（万延元年）に発令した生糸・雑穀・水油・蝋・呉服を対象とした貿易統制法令。

## 背景
日米修好通商条約や安政の五か国条約の締結により、1859年（安政6年）から箱館・横浜・長崎の3港で貿易が開始し、港に居留する外国商人と日本の商人との間で取引が行われるようになった。日本からは主に生糸が輸出されたが、生糸などの輸出品は、国内市場よりも貿易市場の方が高値で取引されていたため、生産地と市場を仲立ちしていた在郷商人は、江戸などの大都市の問屋ではなく、直接、開港場へ生産品を卸すようになった。そのため、江戸の問屋商人を中心とする従来の流通機構が徐々にほころびを見せ始めた。さらに太平天国の乱へのイギリス・フランスの介入が本格化すると、本来ならば需要がない筈の雑穀や蝋などの軍需品の輸出の増加も始まった。こうした、急増する輸出需要に対し、生産供給が追いつかず、全般的に物価が高騰するなど、日本経済に大きな混乱が生じていた。
こうした事態に対応するため、江戸の問屋商人らの要望も受けた江戸幕府は、1860年に、生糸、雑穀、水油、蝋、呉服の五品目について、必ず江戸の問屋を経由する法令 - 五品江戸廻送令 - を発出した。この法令は、江戸問屋の保護と物価高騰の抑制を目的としていたが、すぐに列強各国から、条約に規定する自由貿易を妨げる、と強い反発を受けた。また、在郷商人らも依然として港へ直接廻送を続けたため、法令の効果はあがらなかった。1862年（文久2年）には抜け道として生糸の代わりに輸出が増加した原料である蚕紙の輸出禁止を命じたものの、こちらも列強の圧力によって1年で廃止されている。
だが、開国の反動から攘夷鎖国への傾向が出てきたことを背景に、1863年（文久3年）から、幕府は同法令の本格施行を強め、その結果、生糸輸出が減少するなど次第に実効が現れていった。しかし、1864年（元治元年）の四国艦隊下関砲撃事件を契機として、列強各国は幕府へ同法令の撤回を強く迫り、一方幕府内部からも生糸の輸出に税金をかける形で抑制した方が幕府財政の改善にも繋がるとする意見も出された。このため、幕府も開国の流れを止めるのは得策でないと判断し、実質的に同法令は放棄されることとなった。

## その後
その後、幕府は1865年（慶応元年）に「生糸并蚕種紙改印」制度が出されて、蚕紙・生糸の生産者に冥加金を納めさせる義務を定めた。これは生産者に課税を行い、これを販売・輸出業者に対して価格転嫁させようという意図の下に導入されたものだが、これに反発した生産農家による「世直し一揆」が勃発した。それでもこの路線は明治政府に政権が移っても継続され、1873年（明治6年）に「生糸製造取締規則」が公布されて生糸の出荷には必ず印紙を貼ることが義務付けられた。以後、明治政府は殖産興業・士族授産の観点も含めた立場から生糸の増産・輸出政策への関与を強めていく。